# File Manager (Windows)
Administrador de fitxers, és un programari de gestor de fitxers inclòs amb llançaments de Microsoft Windows entre 1990 i 1999 i disponible a partir del 6 d'abril de 2018 com a descàrrega opcional per a tots els llançaments moderns de Windows, inclosos Windows 10.
És una interfície gràfica d'una sola instància, que substitueix la interfície de línia d'ordres de MS-DOS, per dirigir fitxers (copiar, moure, obrir, esborrar, cercar, etc.) i el gestor de fitxers MS-DOS Executive de versions anteriors de Windows. Encara que el gestor de fitxers estava inclòs a Windows 95 i Windows NT 4.0 i algunes versions posteriors, l'Explorador de Windows es va introduir i utilitzat com a gestor de fitxers principal, amb la gestió d'arxius a través d'una vista de dos panells diferents de la del gestor d'arxius i una vista d'un panell obtinguda fent clic a la icona "El meu ordinador".
La interfície del programa mostrava una llista de directoris al tauler de la mà esquerra i una llista dels continguts del directori actual al panell de la dreta. Administrador de fitxers, va permetre a un usuari crear, canviar el nom, moure's, imprimir, copiar, cercar i eliminar fitxers i directoris, així com configurar permisos (atributs) com ara arxiu de, només lectura, ocults o sistema, i associar tipus de fitxer amb programes. També hi havia eines disponibles per etiquetar i formatar discos, administrar carpetes per compartir arxius i connectar-se i desconnectar-se d'una unitat en xarxa. Als sistemes Windows NT també es poden establir ACLs en fitxers i carpetes en particions NTFS a través del diàleg de configuració de seguretat shell32 (també utilitzat per l'Explorador i altres gestors de fitxers de Windows). En unitats NTFS, es poden comprimir o ampliar fitxers individuals o carpetes senceres.
La versió de Windows NT del Gestor d'arxius permet als usuaris canviar els permisos del directori, arxius, locals, xarxes i usuaris.
Des de Windows 95 i Windows NT 4.0 en endavant, l'administrador de fitxers va ser substituït per l'explorer de Windows. No obstant això, el fitxer del programari WINFILE.EXE encara estava inclòs en Windows 95, Windows 98 i Windows Me (executable de 16 bits) i Windows NT 4.0 (executable de 32 bits). L'última compilació (4.0.1381.318) de 32 bits del WINFILE.EXE es va distribuir com a part del Service Pack 6a de Windows NT 4.0 (SP6a). L'última compilació (4.90.3000) de 16 bits del WINFILE.EXE es va distribuir com a part del sistema operatiu de Windows Me.
Chris Guzak era el desenvolupador de la shell a l'equip de Windows 3.1 responsable del File Manager.
El codi font es va publicar a GitHub el 2018 amb una llicència MIT per Microsoft.

## Versions

### 16 bits
La versió original del File Manager era un programa de 16 bits que admetia els noms de fitxers 8.3 que s'utilitzaven en el moment.
No és compatible amb els noms de fitxer estèsos que es van fer disponibles a Windows 95 – incloent Nom de fitxer llarg i noms de fitxers que contenen espais. En lloc d'això, només mostraran els primers sis caràcters seguits d'un caràcter de titlla "~" i un nombre, generalment 1. Es van afegir més números (2, 3, etc.) després de la titlla si hi ha més d'un nom de fitxer amb els mateixos caràcters inicials al mateix directori.
La versió de 16 bits distribuïda amb les instal·lacions de Windows 3.1x i Windows for Workgroups 3.1x tenia el problema del Y2K a causa de la correlació lexicogràfica entre la representació de la data i el conjunt de caràcters ASCII; els dos punts i els punts i coma substituïen el que hauria d'haver estat '2000'. Microsoft ha emès binaris corregits per a tots els entorns amb Windows 3.1x.

### Windows NT
File Manager, va ser reescrit com un programa de 32 bits per a Windows NT. Aquesta nova versió maneja correctament els noms de fitxers llargs a més dels sistemes de fitxers NTFS. Va ser inclòs amb Windows NT 3.1, 3.5, 3.51, i 4.0.

### Windows 10
El 6 d'abril de 2018, Microsoft va llançar binaris i el codi font, llicenciat en virtut de la llicència MIT, per a una versió millorada de File Manager capaç d'executar-se a Windows 10. Aquesta versió inclou canvis com la capacitat de compilar en versions modernes de Visual Studio, la capacitat de compilar com una aplicació de 64 bits i nombroses millores d'usabilitat.